# Karl Lohnert
| Odkryte planetoidy: 4 | Odkryte planetoidy: 4 |
| --------------------- | --------------------- |
| (618) Elfriede        | 17 października 1906  |
| (623) Chimaera        | 22 stycznia 1907      |
| (635) Vundtia         | 9 czerwca 1907        |
| (639) Latona          | 19 lipca 1907         |

Karl Julius Lohnert (1885 – 1944) – niemiecki astronom i psycholog.
Studiował psychologię w Lipsku oraz astronomię w Heidelbergu. Będąc studentem odkrył cztery planetoidy, jedną z nich ((635) Vundtia) zadedykował promotorowi swojej pracy doktorskiej Wilhelmowi Wundtowi.
Planetoida (11434) Lohnert została nazwana jego imieniem.